# Sân bay Aba Segud
Sân bay Aba Segud là một sân bay ở Jimma, Ethiopia (IATA: JIM, ICAO: HAJM). Sân bay này nằm ở độ cao 1703 mét trên mực nước biển, đường băng dài 2000 mét và rộng 50 mét.

## Các hãng và tuyến bay thường lệ
- Ethiopian Airlines (Addis Ababa, Asosa, Gambela, Tippi)